# Babirussa de les illes Togian
La babirussa de les illes Togian (Babyrousa togeanensis) és una espècie de babirussa que viu a les illes Togian (o Togean) d'Indonèsia. És una espècie amenaçada i es calcula que no n'hi ha més de 500 exemplars (el 1978, n'hi havia entre 500 i 1.000). La caça no és un perill greu per aquest parent del porc, car les poblacions humanes del seu àmbit geogràfic són en gran majoria musulmanes.